# Platyptilia gonodactyla
Platyptilia gonodactyla es una especie de insecto lepidóptero de la familia Pterophoridae.

Las alas son blancas con dibujos marrones. Su envergadura es de entre 20 y 30 mm. Es una especie frecuente en orillas y en márgenes de bosques y de caminos húmedos.

## Biología

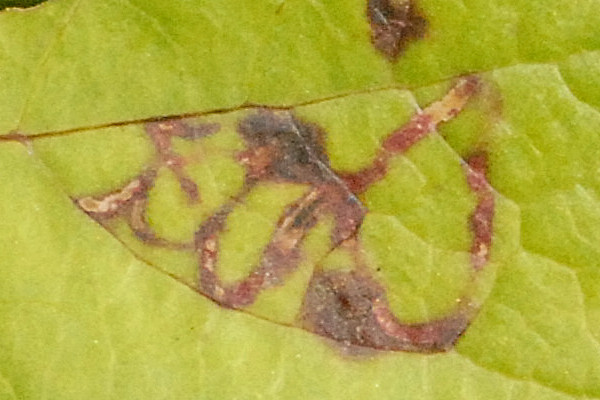
Minas producidas por una larva en una hoja

El adulto vuela de mayo a octubre, según la localidad. Es activo del atardecer a la noche. Tiene dos generaciones por año, una en junio y otra de julio a septiembre.
La larva se alimenta de Tussilago y a veces de Petasites. Produce una mina en las hojas de la planta hospedera. La mina es pequeña, transparente y de forma irregular. A menudo hay varias minas en una misma hoja. Los desechos son granulares. Después de un tiempo la larva emerge y se alimenta fuera de la mina en la cara inferior de la hoja o bajo una hoja plegada.